# Convento di San Francesco (Ittiri)

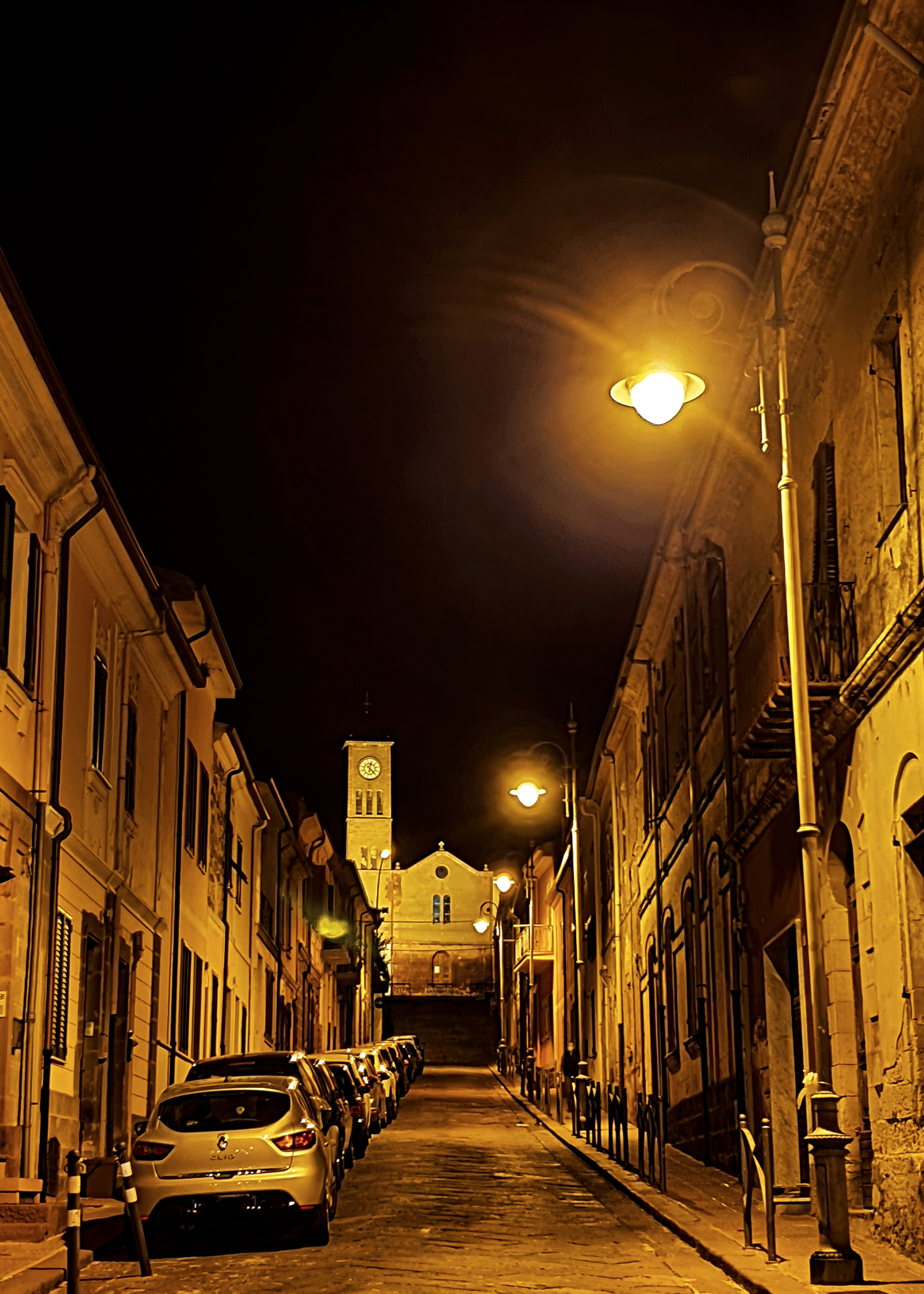
San Francesco

Il convento di San Francesco è un edificio religioso situato a Ittiri, centro abitato della Sardegna nord-occidentale. Consacrato al culto cattolico, è sede dell'omonima parrocchia dal 1957 e fa parte dell'arcidiocesi di Sassari.

L'edificio comprende sia la chiesa, edificata nel 1610, che il convento dei frati francescani, costruito qualche anno dopo. Nel 1855 quest'ultimo venne soppresso e adibito in parte a caserma dei carabinieri e in parte a pretura mandamentale. Nel 2013, andati via i frati, è diventato normale chiesa parrocchiale.
I rifacimenti seguiti al Concilio Vaticano II ne hanno sensibilmente deturpato l'aspetto interno (con la totale demolizione dell'altare maggiore barocco e di parte dell'arredo interno nonché di una discutibile ricostruzione e decorazione di alcune porzioni dell'edificio sacro).